# Taylor (Wisconsin)
Pour les articles homonymes, voir Taylor.
Taylor est un village du comté de Jackson, dans l'État du Wisconsin, aux États-Unis. En 2020, il comptait une population de 484 habitants.